# Strage degli Innocenti (Rubens)
La denominazione Strage degli Innocenti designa i due dipinti che Peter Paul Rubens realizzò rispettivamente tra il 1611 ed il 1612 e tra il 1636 e il 1638 ed aventi come soggetto l'episodio biblico della strage degli Innocenti di Betlemme, tratto dal Vangelo di Matteo (2, 1-16). 
La prima versione fu dipinta in seguito al ritorno da parte dell'artista, ad Anversa, sua città natale, dopo otto anni trascorsi in Italia.

## Storia

### Contesto storico
Negli anni in cui Rubens portava a termine la prima versione della Strage Anversa era stata fino a pochi anni prima coinvolta in un duro conflitto, le cui ostilità furono temporaneamente sospese nel 1609. Nell'arco temporale di un solo anno oltre 8000 cittadini erano stati uccisi dai calvinisti e dai cattolici e allo stesso modo si contavano vittime tra le forze spagnole che dominavano i Paesi Bassi e che cercavano di respingere le armate protestanti. 
I massacri non erano rari ad Anversa; 160 chilometri a nord della città, per la città di Haarlem, lo statolder Maurizio di Nassau commissionò a Cornelis van Haarlem di dipingere lo stesso soggetto, scelto come strumento di propaganda per narrare le atrocità spagnole contro il popolo olandese. 
Anversa, tuttavia, rimase una roccaforte cattolica e divenne tra i più importanti centri del pensiero della Controriforma.

### Prima versione
La prima delle due realizzazioni è datata tra il 1611 e il 1612. Al termine del XVII secolo, l'opera divenne parte della collezione del casato di Liechtenstein a Vienna, insieme ad un'altra opera del Rubens, Sansone e Dalila. I fratelli Forchondt vendettero entrambe le tele a Giovanni Adamo Andrea del Liechtenstein, che avevano conosciuto per mezzo del padre, Carlo Eusebio, intorno al 1700. I dipinti furono consegnati alla famiglia del casato di Liechtenstein e si documenta la loro presenza all'interno della collezione familiare fino al XIX secolo, quando, grazie a illustrazioni del 1815, si ritiene fossero stati spostati presso il Palazzo Liechtenstein.
Inizialmente attribuita a Franciscus de Neve II da parte di Vincenz-Anton-Joseph Fanti nel 1767, la Strage fu in seguito ricondotta, all'interno di un inventario anonimo della collezione del Liechtenstein risalente al 1780, ad uno dei collaboratori di Rubens, Jan van den Hoecke, dopo Rubens. La composizione era già nota da ciò che ora viene considerato copia dell'opera originale da parte della bottega di Rubens. Nel 1902 la tela fu acquisita dal Museo reale delle belle arti del Belgio di Bruxelles, in qualità di opera di Antoon Sallaert. Con questa attribuzione vi rimase fino a che non fu venduta ad una famiglia austriaca nel 1920. Fu quindi ceduta in prestito nel 1923 all'abbazia di Reichersberg, monastero nell'Austria settentrionale.
Nel 2001 il dipinto fu sottoposto all'attenzione di George Gordon, esperto di arte fiamminga e olandese presso la casa d'aste Sotheby's di Londra. Questi era convinto di trovarsi dinanzi ad un'opera di Rubens, anche osservando le similarità con le caratteristiche e lo stile del Sansone e Dalila, dipinto realizzato all'incirca nello stesso periodo. La Strage fu venduta all'asta da Sotheby's il 10 luglio 2002, per £49,5 milioni (117 milioni di dollari canadesi circa), a Kenneth Thomson, barone, imprenditore e collezionista d'arte canadese.
Nel periodo immediatamente successivo all'asta il dipinto fu dato temporaneamente in prestito alla National Gallery, prima di essere trasferito nel 2008 alla Art Gallery of Ontario di Toronto, museo al quale, considerata l'espansione di quegli anni, Thomson decise di donare la tela.

### Versioni successive
Nella sua maturità, tra il 1636 ed il 1638, Rubens realizzò una seconda versione della sua Strage degli Innocenti. Questa fu successivamente acquistata dall'Alte Pinakothek di Monaco di Baviera nel 1706, dove è tuttora conservata.
Una copia di questa versione fu realizzata in un'incisione del 1643 di Paulus Pontius.

### Azione degli attivisti di Letzte Generation
Nell'agosto 2022, tre membri di Letzte Generation, movimento tedesco avente come suo equivalente in Italia il movimento Ultima Generazione, ha organizzato un'azione all'Alte Pinakothek di Monaco: due attivisti si sono incollati alla cornice dell'opera di Rubens mentre un terzo ha filmato l'accaduto. L'atto di protesta ha provocato circa €11.000 di danni (mentre la tela è rimasta illesa, la cornice ne ha subiti). Nel maggio del 2023 gli attivisti sono stati condannati ad una multa di €2400 ciascuno.

## Descrizione
Il dipinto è ampiamente ritenuto una dimostrazione di quanto appreso dall'artista durante il suo soggiorno in Italia tra il 1600 e il 1608, dove ebbe modo di osservare in prima persona le opere dei pittori barocchi, su tutti Caravaggio. Queste influenze sono rinvenibili nella pura drammaticità e nel dinamismo dalla forte carica emotiva della scena, così come nella ricchezza cromatica. C'è anche un evidente utilizzo del chiaroscuro e di esempi di écorché, letteralmente "scorticato", per studiare l'anatomia umana.